# Philippe Troussier

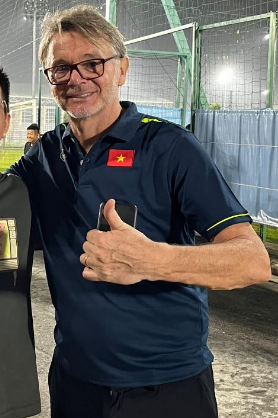
Philippe Troussier

Philippe Troussier (* 21. März 1955 in Paris) ist ein französischer Fußballtrainer.

## Trainer
Troussier trainierte Fußballclubs und viele Nationalmannschaften, insbesondere in Afrika:
- Elfenbeinküste (1993–1995)
- Nigeria (1997)
- Südafrika (1998) Teilnahme an der Fußball-WM in Frankreich 1998
- Burkina Faso (1998)
- Japan (1998–2002), Teilnahme an der Fußball-WM in Japan und Südkorea 2002
- Katar (2004) die Trainerzeit dauerte nur 14 Tage
- Marokko (Juli 2005–Dezember 2005)
- Vietnam (seit 2023)

Troussier trainierte ASEC Abidjan (1989–1994) als erste Trainerstation. Es folgten FUS Rabat in Marokko und der französische Traditionsclub Olympique Marseille vom 27. November 2004 bis 2. Juni 2005. Er wurde entlassen, nachdem sich der Verein nicht für den UEFA-Cup qualifizierte. Ab dem 1. Januar 2007 war er neuer Trainer bei FAR Rabat in Marokko.
Ende 2007 unterschrieb er einen Fünf-Jahres-Vertrag beim FC Ryūkyū; diesen japanischen Drittligisten von der Insel Okinawa soll er als Generaldirektor gemeinsam mit dem von ihm verpflichteten Trainer Jean-Paul Rabier bis 2013 in die J. League führen. Troussier reizt an dieser Aufgabe, dass er „in einer Gegend, in der der Fußball keinerlei Tradition besitzt, die Grundlagen (Jugendausbildungszentrum, ein neues Stadion usw.) für Spitzensport aufbauen soll“ – ungeachtet der Tatsache, dass dem Klubbesitzer Nobuyuki Sakakibara, der unter anderem mit der Pride Fighting Championship (seit Anfang 2007 Teil der Ultimate Fighting Championship) reich geworden ist, enge Kontakte zur Yakuza nachgesagt werden.

## Privates
2006 konvertierte Philippe Troussier zum Islam. Seitdem trägt er den Vornamen Omar. Auch seine Ehefrau änderte ihren Vornamen Dominique in Ameneh.